# Пятый дивизион чемпионата мира по хоккею с шайбой среди женщин
Пятый дивизион чемпионата мира по хоккею с шайбой среди женщин — спортивное соревнование по хоккею с шайбой, проводимое под эгидой ИИХФ. Соревнования в пятом дивизионе проводились единственный раз с 14 по 19 марта 2011 года в Софии, Болгария, в связи с упразднением третьего, четвёртого и пятого дивизионов, занявшие первые два места сборные переходили на следующий год в группу В второго дивизиона.

## Результаты
| Год  | Вышли в группу А второго дивизиона |
| ---- | ---------------------------------- |
| 2011 | Польша и Испания                   |